# عمره
عمره تمتع یکی از سلسله اعمال حج است و مختص کسانی است که از راه‌های دور برای مراسم حج می‌آیند.
با این تفسیر کسانی که از بیرون مکّه (تا فاصله ۱۶ فرسخ یا بیشتر) برای انجام حج می‌روند، باید قبل از اعمال حج «عُمره تَمتُّع» بجا بیاورند.
عمره مفرده یکی دیگر از انواع عمره است که به تنهایی و بدون انجام حج انجام می‌شود و اساساً مستحب است و نه واجب و لذا در هر زمانی امکان پذیر است.
اعمال عمره تمتع عبارت است از:
1. احرام
2. طواف
3. نماز طواف
4. سعی
5. تقصیر